# Неддермайер, Сет
Сет Генри Наддермеер (англ. Seth Neddermeyer; 16 сентября 1907 — 29 января 1988) — американский физик, один из первооткрывателей мюона, работал над Манхэттенским проектом в Лос-Аламосской лаборатории во время Второй мировой войны.

## Биография
Родился в Ричмонде, штат Мичиган, 16 сентября 1907 года. Учился в колледже Оливет, небольшом колледже, в котором также учились его мать, старшая сестра и дядя, в течение двух лет, прежде чем его семья переехала в Калифорнию. Перевёлся в Стэнфордский университет, где в 1929 году получил степень бакалавра искусств. Его интерес к физике был вдохновлён работой Роберта Милликана, и он поступил в аспирантуру Калифорнийского технологического института, где в 1935 году написал кандидатскую диссертацию на тему «Поглощение электронов высокой энергии» под руководством Карла Андерсона. Он подтвердил теорию, выдвинутую Нильсом Бором. Также отметил большие радиационные потери энергии электронов в свинце, что согласуется с теорией, выдвинутой Гансом Бете и Вальтером Гайтлером.
Наддермеер внёс вклад в исследования, которые привели в 1932 году к открытию позитрона, за что Андерсон был удостоен Нобелевской премии по физике в 1936 году. В том же году Неддермайер и Андерсон открыли мюон, используя измерения космических лучей в облачной камере. Их открытию предшествовала теория мезонов Хидеки Юкавы 1935 года, которая постулировала, что эта частица является посредником ядерных сил. Андерсон и Наддермеер сотрудничали с Милликаном в исследованиях космических лучей на большой высоте, которые подтвердили теорию Роберта Оппенгеймера о том, что воздушные ливни, создаваемые в атмосфере космическими лучами, содержат электроны. Они также получили первые доказательства того, что гамма-лучи могут генерировать позитроны.

### Манхэттенский проект
В начале 1941 года Наддермеер присоединился к группе под руководством Чарльза К. Лауритсена и Уильяма А. Фаулера в отделе земного магнетизма Института Карнеги в Вашингтоне, а затем в Национальном бюро стандартов в Вашингтоне, округ Колумбия, После завершения этой работы Наддермеер был принят Оппенгеймером на работу в Лос-Аламосскую лабораторию Манхэттенского проекта.
С 1943 года был сторонником концепции имплозии атомной бомбы (с плутонием в качестве делящегося материала), которая первоначально была воспринята скептически. Наддермеер провёл первый глубокий теоретический анализ в меморандуме в апреле 1943 года. Затем Оппенгеймер назначил его руководителем новой группы, впоследствии ставшей группой E-5 (имплозия). Однако трудности в достижении идеальной сферически симметричной имплозии привели к привлечению эксперта по взрывчатым веществам Джорджа Кистяковского, который в итоге возглавил группу Наддермеера, что привело Наддермеера в ярость. Дальнейший вклад в концепцию имплозии внесли Джон фон Нейман, Эдвард Теллер и другие. Концепция имплозии была реализована в первом испытании ядерного оружия «Тринити», в бомбе, сброшенной на Нагасаки («Толстяк») и почти во всех последующих атомных бомбах.

### Последующие годы
В 1946 году, после окончания Второй мировой войны, Наддермеер покинул Лос-Аламос и стал доцентом Вашингтонского университета, где и проработал вплоть до выхода на пенсию. Со временем он стал полным профессором. Возобновил свои исследования космических лучей, используя облачную камеру и изобретённый им прибор для измерения скорости заряженных частиц, известный как «хронотрон». Его особенно интересовали свойства мюона, и он проводил эксперименты с мюонами в лаборатории SLAC. Принял участие в проекте DUMAND, для которого помогал разрабатывать крупномасштабные подводные детекторы нейтрино. Наддермеер заинтересовался парапсихологией, настаивая, несмотря на скептицизм многих коллег, что она заслуживает надлежащего научного исследования. В 1973 году он вышел на пенсию, став почётным профессором, но продолжал заниматься научной деятельностью до тех пор, пока позволяло здоровье. Страдал болезнью Паркинсона.
В 1982 году стал лауреатом Премии Энрико Ферми, с формулировкой: «За участие в открытии позитрона, за участие в открытии мюона, первой из субатомных частиц; за изобретение имплозионной техники для сборки ядерных взрывчатых веществ; за изобретательность, дальновидность и настойчивость в поиске решений, которые поначалу казались неразрешимыми инженерными трудностями».
Впоследствии он вспоминал об участии в работе по созданию ядерного оружия: «Меня переполняет чувство ужасной вины, когда я думаю об истории бомбы. Сейчас меня ужасно беспокоит нынешняя ситуация в мире. Что мы можем с этим сделать?».
Умер в Сиэтле 29 января 1988 года от осложнений болезни Паркинсона.